# Dysaules longicollis
Dysaules longicollis es una especie de mantis de la familia Tarachodidae.

## Distribución geográfica
Se encuentra en la India.